# Шеф Кім
Шеф Кім(кор. 김과장) також відомий як Хороший менеджер — південнокорейський комедійно-драматичний серіал що транслювався щосереди та щочетверга з 25 січня по 30 березня 2017 року на телеканалі KBS2.

## Сюжет
Кім Сон Рьон талановитий бухгалтер, він живе в невеликому провінційному місті заробляючи на життя допомагаючи гангстерам відмивати кошти. Таке становище його зовсім не влаштовує, тож він мріє заробити 1 мільйон доларів та емігрувати до Данії. Натомість волею долі він отримав керівну посаду у відділі бізнес операцій великої сеульської фірми. Але чим довше Сон Рьон працював в тій фірмі, тим більше він розумів що порядки у великому бізнесі навіть гірші ніж в гангстерському світі. Спочатку на новій роботі він збирався продовжувати просто заробляти омріяний мільйон, але неочікувано навіть для себе, стає борцем за права простих робітників та кісткою в горлі керівництва компанії.

## Акторський склад

### Головні ролі
- Нам Кун Мін — у ролі Кім Сон Рьона. Геніальний бухгалтер який працюючи на гангстерів в провінційному місті Кансан заробив славу людини здатної майстерно відмивати кошти, після чого жодні перевіряючі не здатні з'ясувати їх злочинне походження.[1]
- Нам Сан Мі — у ролі Юн Ха Гьон. Головний помічник менеджера відділу бізнес операцій, вона ніколи не може пройти мимо несправедливості. Але чим довше вона працює в фірмі тим більше розуміє що керівництву справедливість не потрібна, важливий лише прибуток за будь-яку ціну. З появою Сон Рьона, вона отримує часом дивного, але надійного компаньйона.[2]
- Лі Чун Хо[en] — у ролі Со Юля. Надто амбітний молодий чоловік, колишній прокурор. Він перейшов працювати на посаду фінансового директора компанії TQ, сподіваючись на великий прибуток. Він вперта людина що звик жорстко ставиться до підлеглих, але коли зрозумів що вище керівництво компанії у скрутну хвилину вирішило зробити з нього цапа-відбувайла, вирішив співпрацювати з Сон Рьоном.[3]
- Чон Хє Сон — у ролі Хон Га Ин. Молода помічниця прокурора, першим завданням якої стало розслідування фінансових махінацій в корпорації TQ. Для цього вона влаштовується інтерном до TQ.[4]

### Другорядні ролі

#### Працівники відділу бізнес операцій
- Кім Вон Хе[en] — у ролі Чу Нам Хо. Керівник відділу бізнес операцій корпорації TQ.[5]
- Чо Хьон Сік[en] — у ролі Вон Кі Ока.
- Кім Сон Хо[en] — у ролі Сон Сан Те.
- Рю Хє Рін — у ролі Бін Хї Чжін.
- Кім Кан Хьон — у ролі Лі Че Чжуна.

#### Керівництво TQ
- Пак Йон Гю[en] — у ролі Пак Хьон До. Президент корпорації TQ.
- Лі Іль Хва[en] — у ролі Чан Ю Сон. Дружина Пак Хьон До.
- Со Чон Йон[en] — у ролі Чо Мін Йон. Виконавчий директор.
- Чон Сок Йон — у ролі Ко Ман Гина. Керівник відділу фінансів.
- Кім Мін Сан — у ролі Лі Кан Сіка.
- Хван Йон Хї — у ролі Ом Ким Сім.
- Кім Че Хва[en] — у ролі На Хї Йон.
- Дон Ха[en] — у ролі Пак Мьон Сока. Син Президента корпорації Пак Хьон До[6].

#### Інші
- Ім Хва Йон[en] — О Кван Сук. Помічниця Сон Рьона під час роботи в провінційному місті.

## Рейтинги
- Найнижчі рейтинги позначені синім кольором, а найвищі — червоним кольором.

| Серія            | Прем'єра         | Рейтинг        | Рейтинг      | Рейтинг        | Рейтинг      |
| Серія            | Прем'єра         | TNmS Ratings   | TNmS Ratings | AGB Nielsen    | AGB Nielsen  |
| Серія            | Прем'єра         | По всій країні | Сеул         | По Всій країні | Сеул         |
| ---------------- | ---------------- | -------------- | ------------ | -------------- | ------------ |
| 1                | 25 січня 2017    | 6,6 %          | 7,1 %        | 7,8 %          | 7,7 %        |
| 2                | 26 січня 2017    | 6,3 % (20-й)   | 6,5 % (18-й) | 7,2 % (18-й)   | 7,2 % (15-й) |
| 3                | 1 лютого 2017    | 11,7 %         | 13,3 %       | 12,8 %         | 12,8 %       |
| 4                | 2 лютого 2017    | 11,5 %         | 13,3 %       | 13,8 %         | 14,1 %       |
| 5                | 8 лютого 2017    | 13,2 %         | 15,5 %       | 15,5 %         | 15,8 %       |
| 6                | 9 лютого 2017    | 12,1 %         | 12,9 %       | 16,7 %         | 17,6 %       |
| 7                | 15 лютого 2017   | 13,1 %         | 15 %         | 16,1 %         | 16,3 %       |
| 8                | 16 лютого 2017   | 13,7 %         | 15,6 %       | 17,6 %         | 17,3 %       |
| 9                | 22 лютого 2017   | 15,5 %         | 16,2 %       | 17,8 %         | 18 %         |
| 10               | 23 лютого 2017   | 15,2 %         | 15,6 %       | 17,2 %         | 17,3 %       |
| 11               | 1 березня 2017   | 15,6 %         | 17 %         | 18,4 % (3-й)   | 19,2 % (3-й) |
| 12               | 2 березня 2017   | 16,3 %         | 17,8 %       | 18,4 % (3-й)   | 18,5 %       |
| 13               | 8 березня 2017   | 15,3 %         | 16,2 %       | 16,8 %         | 16,8 %       |
| 14               | 9 березня 2017   | 14,3 %         | 14,9 %       | 17,1 %         | 16,9 %       |
| 15               | 15 березня 2017  | 14,6 %         | 16,1 %       | 18,4 % (4-й)   | 19,1 %       |
| 16               | 16 березня 2017  | 16,2 %         | 18,1 %       | 17,1 %         | 17,6 %       |
| 17               | 22 березня 2017  | 17,4 %         | 19,7 % (4-й) | 17,4 %         | 17,5 %       |
| 18               | 23 березня 2017  | 16 %           | 17,3 %       | 17 %           | 17,5 %       |
| 19               | 29 березня 2017  | 17 %           | 18,6 %       | 16,9 %         | 16,8 %       |
| 20               | 30 березня 2017  | 18 % (4-й)     | 18,7 %       | 17,2 %         | 17,8 %       |
| Середній рейтинг | Середній рейтинг | 14 %           | 15,3 %       | 15,9 %         | 16,1 %       |

## Сприйняття
Серіал був схвально сприйнятий глядачами, починаючи з перших епізодів рейтинг драми постійно зростав. Глядачам особливо сподобалася майстерна гра Нам Кун Міна та вдале висвітлення важких для корейського суспільства тем, як то корупция у вищому керівництві корпорацій та офісне рабство.

## Нагороди
| Рік  | Нагорода                              | Категорія                                               | Отримувач                  | Результат | Прим.  |
| ---- | ------------------------------------- | ------------------------------------------------------- | -------------------------- | --------- | ------ |
| 2017 | 44-та Корейська телерадіомовна премія | Акторська нагорода                                      | Нам Кун Мін                | Перемога  |        |
| 2017 | 10-та Премія корейської драми         | Кращий виконавчий продюсер                              | Лі Чан Су                  | Перемога  |        |
| 2017 | 10-та Премія корейської драми         | Нагорода за майстерність (акторки)                      | Лі Іль Хва                 | Перемога  |        |
| 2017 | 10-та Премія корейської драми         | Кращий оригінальний саундтрек                           | DinDin (Must Be The Money) | Перемога  |        |
| 2017 | 2-га Премія азійський артист          | Кращий артист                                           | Нам Кун Мін                | Перемога  |        |
| 2017 | 2-га Премія азійський артист          | Краща зірка                                             | Лі Чун Хо                  | Перемога  |        |
| 2017 | 31-ша Премія KBS драма                | Нагорода за високу майстерність (актор)                 | Нам Кун Мін                | Перемога  | [ 11 ] |
| 2017 | 31-ша Премія KBS драма                | Нагорода за майстерність (актор середньотривалої драми) | Лі Чун Хо                  | Перемога  | [ 11 ] |
| 2017 | 31-ша Премія KBS драма                | Краща акторка другого плану                             | Лі Іль Хва                 | Перемога  | [ 11 ] |
| 2017 | 31-ша Премія KBS драма                | Краща акторка другого плану                             | Чон Хє Сон                 | Перемога  | [ 11 ] |
| 2017 | 31-ша Премія KBS драма                | Краща пара                                              | Нам Кун Мін та Лі Чун Хо   | Перемога  | [ 11 ] |
| 2018 | 30-та Премія корейських продюсерів    | Краща драма                                             | «Шеф Кім»                  | Перемога  |        |